# サム・パラーゾ
サミュエル・ベネディクト・パラーゾ（Samuel Benedict "Sam" Perlozzo , 1951年3月4日 - ）は、アメリカ合衆国メリーランド州出身の元プロ野球選手（内野手）・監督。

## 来歴・人物

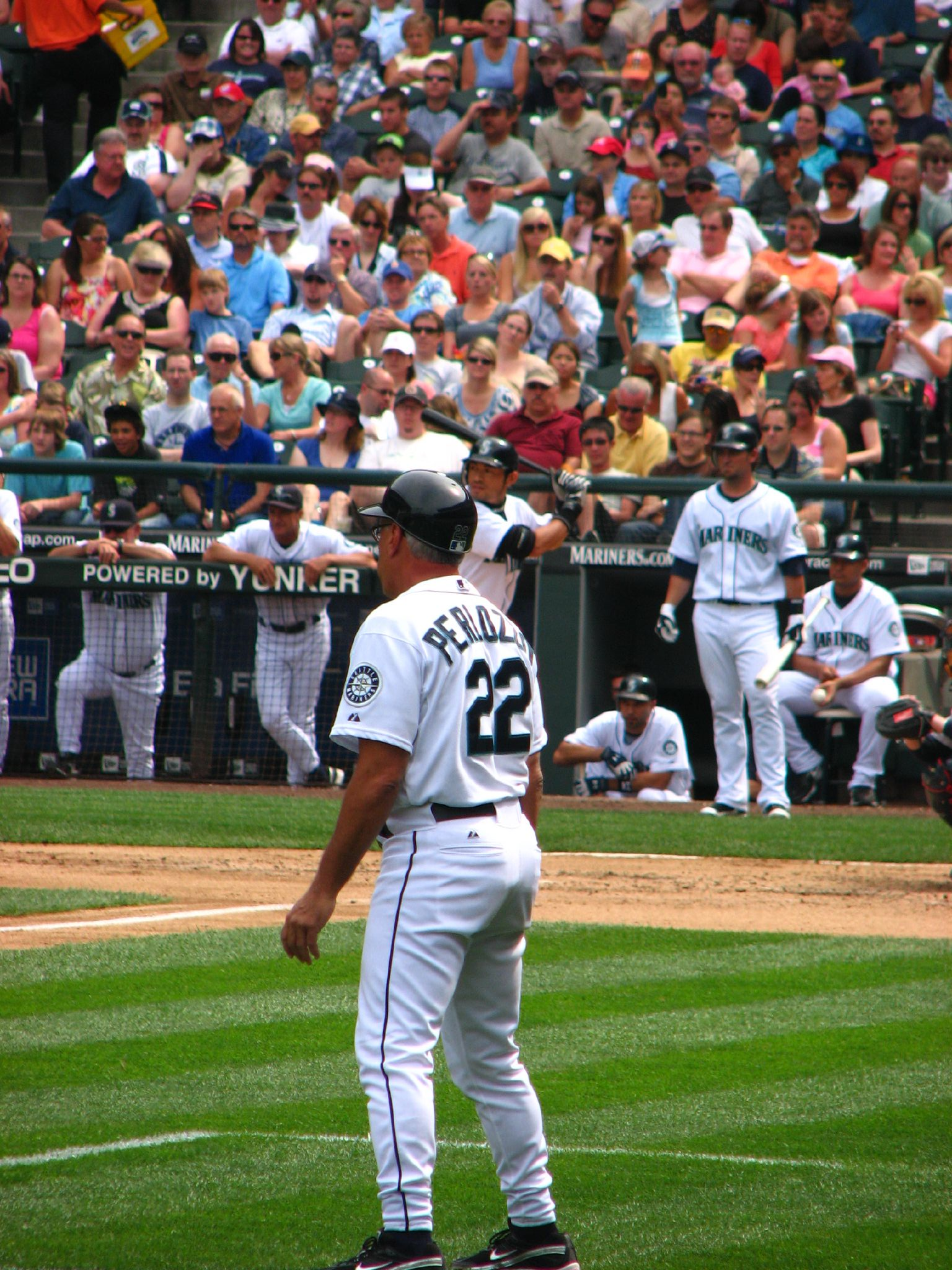
シアトル・マリナーズでのコーチ時代
(2008年8月9日)

1972年にミネソタ・ツインズと契約。
1977年9月13日にメジャーデビュー。
1979年にサンディエゴ・パドレスでメジャーに再昇格したが、メジャーでの出場は通算で12試合にとどまった。
1980年にヤクルトスワローズに入団し、来日。走攻守揃った内野手として1番打者で活躍し、前年最下位に沈んだチームの2位浮上に貢献したが、盗塁の失敗の多さが響き、1年で退団。
1981年はニューヨーク・メッツ傘下（当時）のAAA級タイドウォーターでプレーし、同年限りで現役引退。
引退後からマイナーの監督・コーチを経験。
1987年にデーブ・ジョンソン監督率いるニューヨーク・メッツの三塁コーチに就任。
1990年にはルー・ピネラ監督のシンシナティ・レッズの三塁コーチに就任。
1993年にはピネラと共にシアトル・マリナーズに移籍。
1996年にジョンソン監督に招聘されてボルチモア・オリオールズ三塁コーチに就任。
2001年からベンチコーチに就任。
2005年8月4日にリー・マジーリ監督の解任を受けてオリオールズの監督に就任した。
2006年シーズンは機動力重視の采配でリーグ4位のチーム盗塁数121を記録し、ア・リーグ東地区4位につけていた。
2007年は6月に地区最下位に転落し、その責任を取る形で6月18日に解任された。
2008年には三塁コーチとしてマリナーズに復帰したが、1年限りで退任。
2009年にフィラデルフィア・フィリーズに移籍し、2012年まで務めた。

## 詳細情報

### 年度別打撃成績
| 年 度    | 球 団    | 試 合 | 打 席 | 打 数 | 得 点 | 安 打 | 二 塁 打 | 三 塁 打 | 本 塁 打 | 塁 打 | 打 点 | 盗 塁 | 盗 塁 死 | 犠 打 | 犠 飛 | 四 球 | 敬 遠 | 死 球 | 三 振 | 併 殺 打 | 打 率 | 出 塁 率 | 長 打 率 | O P S |
| -------- | -------- | ----- | ----- | ----- | ----- | ----- | -------- | -------- | -------- | ----- | ----- | ----- | -------- | ----- | ----- | ----- | ----- | ----- | ----- | -------- | ----- | -------- | -------- | ----- |
| 1977     | MIN      | 10    | 27    | 24    | 6     | 7     | 0        | 2        | 0        | 11    | 0     | 0     | 0        | 1     | 0     | 2     | 0     | 0     | 3     | 0        | .292  | .346     | .458     | .804  |
| 1979     | SD       | 2     | 3     | 2     | 0     | 0     | 0        | 0        | 0        | 0     | 0     | 0     | 0        | 0     | 0     | 1     | 0     | 0     | 0     | 0        | .000  | .333     | .000     | .333  |
| 1980     | ヤクルト | 118   | 520   | 473   | 70    | 133   | 11       | 3        | 15       | 195   | 43    | 13    | 15       | 13    | 2     | 23    | 0     | 9     | 30    | 4        | .281  | .325     | .412     | .738  |
| MLB：2年 | MLB：2年 | 12    | 30    | 26    | 6     | 7     | 0        | 2        | 0        | 11    | 0     | 0     | 0        | 1     | 0     | 3     | 0     | 0     | 3     | 0        | .269  | .345     | .423     | .768  |
| NPB：1年 | NPB：1年 | 118   | 520   | 473   | 70    | 133   | 11       | 3        | 15       | 195   | 43    | 13    | 15       | 13    | 2     | 23    | 0     | 9     | 30    | 4        | .281  | .325     | .412     | .738  |

### 記録
NPB
- 初出場・初先発出場：1980年4月5日、対中日ドラゴンズ1回戦（ナゴヤ球場）、1番・遊撃手で先発出場
- 初安打：1980年4月6日、対中日ドラゴンズ2回戦（ナゴヤ球場）、二塁打
- 初本塁打：1980年4月12日、対中日ドラゴンズ3回戦（静岡草薙球場）、7回裏に都裕次郎から2ラン

### 背番号
- 40 （1977年、1979年）
- 3 （1980年）
- 34 （1987年 - 1989年）
- 2 （1990年 - 2007年、2009年 - ）
- 22 （2008年）

### 年度別監督成績
| 年度      | 球団      | 順位      | 試合 | 勝利 | 敗戦 | 勝率 |
| --------- | --------- | --------- | ---- | ---- | ---- | ---- |
| 2005      | BAL       | 4位       | 55   | 23   | 32   | .418 |
| 2006      | BAL       | 4位       | 162  | 70   | 92   | .432 |
| 2007      | BAL       | 5位       | 69   | 29   | 40   | .420 |
| 通算：3年 | 通算：3年 | 通算：3年 | 286  | 122  | 164  | .427 |

- 順位は最終順位